# Горбаневский, Михаил Викторович
Михаи́л Ви́кторович Горбане́вский (род. 21 мая 1953, Челябинск) — советский и российский лингвист; специалист по проблемам общей и русской ономастики, лексикологии, судебных лингвистических экспертиз, славяноведения и культуры речи, русского языка в компьютерных технологиях. Доктор филологических наук (1994), профессор кафедры общего и русского языкознания Российского университета дружбы народов (1996). Председатель правления Гильдии лингвистов-экспертов по документационным и информационным спорам (2001), вице-президент Общества любителей российской словесности (1996).

## Биография
Родился в семье инженера Челябинского тракторного завода. Отец, Виктор Евгеньевич Горбаневский (1929—1995), — доктор технических наук, старший брат поэтессы и правозащитницы Н. Е. Горбаневской, по своим корням из донского казачества. Мать, Галина Даниловна Горбаневская (1929—2014), библиограф, родом из дворян Саратовской губернии, врачей. После окончания московской языковой спецшколы № 110/№ 25 (первой в СССР с преподаванием испанского языка) в 1970 году поступил на историко-филологический факультет Университета дружбы народов имени Патриса Лумумбы, где стал последним учеником известного советского филолога проф. Д. Е. Михальчи (1900—1973).
Интерес к древней истории славян, проявившийся ещё в юности благодаря занятиям под руководством археолога А. Г. Векслера (первые научные и газетные публикации Горбаневского были посвящены археологии Москвы и Подмосковья), в лингвистике привёл его к изучению этимологии и функционирования географических названий в связи с судьбами этносов и социума.
Окончив университет с отличием в 1975 году и получив специальность филолога, преподавателя русского языка и литературы, а также переводчика с французского и испанского языков, проходил срочную военную службу в Советской Армии, офицер запаса.
После окончания аспирантуры при УДН защитил кандидатскую диссертацию «Лексико-семантический и словообразовательный анализ русской ойконимии (междуречья Оки, Москвы и Нары)» (1980).
В течение девяти лет работал ассистентом и доцентом (с 1982) кафедры общего и русского языкознания УДН, вёл занятия по русской лексикологии, словообразованию, стилистике, общему языкознанию, разработал спецкурсы по введению в русскую ономастику, по передаче иноязычных имён собственных в русских текстах и по ономастике в художественной литературе, опубликовав ряд учебных пособий. Преподавал русский язык как иностранный на летних курсах в Бельгии и Франции. В течение семи лет исполнял обязанности секретаря специализированного учёного совета при УДН по специальности 10.02.01 «Русский язык» и 10.02.20 — «Сопоставительное языкознание».
В 1987 году выступил одним из создателей общественного движения за возвращение исторических географических названий, которое позднее стало важной частью деятельности Советского фонда культуры.
В 1989 году стал первым докторантом в истории Института русского языка имени А. С. Пушкина. После окончания очной докторантуры ИРЯП (1992) участвовал в создании Института языков народов России при Министерстве РФ по делам национальностей (ведущий научный сотрудник, 1993—1997 гг.).
С начала 1989 года стал автором, а с 1991 года — сотрудником московской редакции русского общественно-политического журнала «Посев», внеся значительный организационный вклад в возвращение издательства «Посев» из эмиграции и в обустройство его деятельности в новой России. В 1992—1994 гг. — заместитель главного редактора, в 1994—1995 годах — главный редактор журнала «Посев», который затем покинул из-за несогласия с политическими приоритетами руководства издательства.
В 1992 году с группой коллег-филологов при поддержке академика Д. С. Лихачёва выступил одним из инициаторов возрождения Общества любителей российской словесности (ОЛРС), созданного ещё в 1811 году и распущенного в сталинский период истории страны; в 1996 году избран вице-президентом ОЛРС.
В 1994 году в ИРЯ имени А. С. Пушкина защитил докторскую диссертацию «Русская городская топонимия: проблемы историко-культурного изучения и современного лексикографического описания», в которой выдвинул гипотезу об имени собственном как своеобразном свёрнутом тексте и разработал теорию современных многоцелевых компьютерных топонимических словарей.
Стал одним из создателей и главным редактором журналов «Планета Интернет» (1996 г.) и «Русский ямщик» (1998 г.), газеты «Автолайн — Спутник пассажира» (1997 г.), информационно-аналитического альманаха «ЕвроФоруМ» (1995 г.), научно-просветительской газеты «Міръ имёнъ и названій» (2006).
С 1997 года, продолжая вести в московских вузах курсы славяноведения, практической стилистики и культуры речи, теории перевода, русской ономастики и топонимики, введения в языкознание, а также новейшей политической истории России (РУДН, РГГУ, Российский православный университет святого Иоанна Богослова, НГУ Нат. Нестеровой, российско-американский The Moscow Institute of Social and Political Studies), работал в негосударственных издательских структурах.
Один из основных разработчиков Закона города Москвы «О наименовании территориальных единиц, улиц и станций метрополитена города Москвы» (принят Московской городской Думой 8 октября 1997 года). С 1998 по 2001 год — заместитель председателя Городской межведомственной комиссии по наименованию территориальных единиц, улиц и станций метрополитена города Москвы. Также с 1998 по 2005 год был руководителем издательских программ Фонда защиты гласности (ФЗГ).
В 2001 году в целях содействия сохранению и развитию русского языка в СМИ и обществе как основного инструмента в осуществлении гражданами и их объединениями права свободно выражать мнения и идеи, передавать, производить и распространять информацию, содействия сохранению и развитию русского языка как феномена культуры, науки, политики, образования и информационной среды, содействия судебной реформе в РФ стал главным идеологом и создателем Гильдии лингвистов-экспертов по документационным и информационным спорам (ГЛЭДИС, www.rusexpert.ru), председатель её правления. На 2019 год члены ГЛЭДИС работают в 30 субъектах Российской Федерации. C 2006 года параллельно с работой в Гильдии стал научным руководителем Информационно-исследовательского центра «История Фамилии».
В 2008 году выступил инициатором создания Международной ассоциации ономатологов имени В. А. Никонова (МАОН), которое было энергично поддержано учёными России, а также ономатологами из Азербайджана, Белоруссии, Болгарии, Казахстана, Канады, Китая, Нигерии, Украины, а также участниками трёх республиканских и международных научных конференций, прошедших в России в 2008 году (Майкоп, Улан-Удэ, Чувашия). В 2009 году возглавил оргкомитет МАОН и в 2010 году стал избранным президентом Международной ассоциации ономатологов имени В. А. Никонова.
Действительный член Русского географического общества (1977) и РАЕН (2007). Член Союза журналистов России (1985) и Международной федерации журналистов (IFJ).

## Научная деятельность
Автор 35 научных, научно-популярных книг и учебных пособий по ономастике, топонимике, лексикологии и лексикографии, судебным лингвистическим экспертизам и лингвоконфликтологии. Предложил немало уникальных этимологий русских географических названий, внеся особый вклад в изучение топонимии Москвы, а также в познание социальной природы образования и функционирования топонимов. Научная и преподавательская деятельность Горбаневского всегда развивалась на фоне активного участия в общественной жизни и журналистско-редакторской работы. Горбаневский считает принципиально важным участие лингвистов в создании гражданского общества в России.
Известный журналист и редактор. Опубликовал в разные годы более 250 статей и очерков (в том числе — о происхождении имён, названий, наименований, об истории советского языкознания, о культуре речи, о языковых конфликтах и деятельности экспертов-лингвистов) в газетах «Известия», «Комсомольская правда», «Литературная газета», «Литературная Россия», «Московский комсомолец», «Неделя», «Независимая газета», «Общая газета», «Новая газета», «Советская Россия» и других, в журналах «Грани», «Знание — сила», «Москва», «Новое время», «Огонёк» и др. В течение четырёх лет вёл на Центральном телевидении научно-популярную передачу «Русская речь», занимался телепублицистикой на ВГТРК. Долгие годы входил в редколлегию научно-популярного журнала «Русская речь».
Активно занимается интернет-технологиями, в частности, в связи с возрастающей ролью русского языка и русской культуры в обществе. В 2000 году учредил и создал интернет-альманах «Соборная сторона» о древнем городе Старая Русса в Новгородской области, участвовал в создании справочно-информационного портала «Грамота.ру» (www.gramota.ru), где является официальным научным консультантом и членом редколлегии.

## Награды и премии
Удостоен бронзовой медали ВДНХ СССР за книгу «В мире имён и названий» (1984), медали «В честь 850-летия Москвы» (1997), золотой медали ВВЦ РФ (2003) за книгу «Не говори шершавым языком», юбилейной медали в честь 80-летия Всероссийского союза журналистов (1998), других наград и премий.

## Основные работы
- Смолицкая Г. П., Горбаневский М. В. Топонимия Москвы / Академия наук СССР. — М.: Наука, 1982. — 176 с. — (Литературоведение и языкознание). — 190 000 экз.
- Горбаневский М. В. В мире имён и названий / Предисл. чл.-корр. АПН СССР В. Костомарова. — М.: Знание, 1983. — 192 с. — 100 000 экз.
  - Горбаневский М. В. В мире имён и названий. — Изд. 2-е, перераб. и доп. — М.: Знание, 1987. — 208 с. — 100 000 экз.
- Горбаневский М. В. Происхождение географических названий. — М.: Изд-во УДН, 1983. — 76 с.
- Горбаневский М. В., Дукельский В. Ю. По городам и весям «Золотого кольца». — М.: Мысль, 1983. — 192 с. — 80 000 экз.
- Горбаневский М. В. Иван да Марья: Рассказы об истории русских имён, отчеств и фамилий. — М.: Русский язык, 1984. — 152 с. (обл.) (переиздания: М.: Русский язык; Генуя: Эдест, 1987. — 144 с.; М.: Русский язык, 1987. — 256 с.; М.: Русский язык; Дюссельдорф: Брюкен-Ферлаг, 1988. — 264 с.).
- Горбаневский М. В. Имена земли Московской. — М.: Московский рабочий, 1985. — 160 с. — 50 000 экз.
- Горбаневский М. В. Ономастика в художественной литературе: Филологические этюды. — М.: Изд-во УДН, 1988. — 88 с.
- Горбаневский М. В. В начале было слово: Малоизвестные страницы истории советской лингвистики. — М.: Изд-во УДН, 1991. — 256 с.
- Советский «новояз» на географической карте: О штампах и стереотипах речевого мышления. — М.: Знание, 1991. — 64 с. (Совм с В. П. Нерознаком).
- Топонимика и компьютерная лексикография. — М.: Посев, 1993. — 48 с. (Совместно с В. В. Пресновым).
- Горбаневский М. В. Русская городская топонимия: методы историко-культурного изучения и создания компьютерных словарей. — М.: Об-во любителей рос. словесности, Ин-т народов России. 1996. — 304 с.
- Горбаневский М. В. Москвоведение: Учебное пособие для начальной и средней школы. — М.: Московский учебник-2000, 1997. — 368 с. — 30 000 экз. (в пер.)
- Горбаневский М. В. Тайны московских улиц: Топонимические путешествия. — М.: Московский учебник-2000, 1997. — 320 с. — 50 000 экз. — ISBN 5-7853-0005-2.
- О наименовании территориальных единиц, улиц и станций метрополитена города Москвы. Комментарий доктора филологических наук, профессора М. В. Горбаневского. — М.: Норма-Инфра-М, 1998. — 45 с.
- Не говори шершавым языком: О нарушениях норм литературной речи в электронных и печатных СМИ. 2-е изд. — М.: Галерия, 2000. — 272 с. (Совместно с Ю. Н. Карауловым, В. М. Шаклеиным).
- Горбаневский М. В. Конспект по корифею: Статьи, очерки, интервью. — М.: Галерия, 2001. — 304 с. — 1500 экз. — ISBN 5-8137-0049-8.
- Цена слова: Из практики лингвистических экспертиз текстов СМИ в судебных процессах по защите чести, достоинства и деловой репутации / отв. ред. М. В. Горбаневский. М.: «Галерея», 2001. — 183 с.
- Старая Русса: Тайны имени древнего города. — М.: Мельгир, 2002. — 128 с. (Совместно с Р. А. Агеевой и В. Л. Васильевым).
- Улицы Старой Руссы: История в названиях. — М.: Медея, 2004. — 384 с. (Совместно с М. И. Емельяновой).
- Памятка по вопросам назначения судебной лингвистической экспертизы: Для судей, следователей, дознавателей, прокуроров, экспертов, адвокатов и юрисконсультов / Под ред. М. В. Горбаневского. — М.: Медея, 2004. — 104 с. (Совместно с Е. И. Галяшиной, Б. Н. Пантелеевым и Ю. А. Сафоновой).
- Спорные тексты СМИ и судебные иски / Под ред. М. В. Горбаневского. — М.: Престиж, 2005. — 200 с. (Совместно с Е. И. Галяшиной и Ю. А. Бельчиковым).
- Край, опалённый войной / Под ред. М. В. Горбаневского. — М.: Престиж, 2005. — 112 с. (Совместно с А. Ф. Ивановой).
- Горбаневский М. В. Старорусский пастырь архимандрит Агафангел. — М.: Медея, 2005. — 256 с.
- Как провести лингвистическую экспертизу спорного текста? / Под ред. М. В. Горбаневского. — М.: Юридический Мир, 2006. — 112 с. (Совместно с Е. И. Галяшиной, Б. Н. Пантелеевым и Ю. А. Сафоновой).
- Горбаневский М. В. Москва: кольца столетий. Из истории названий местностей и районов, улиц и переулков столицы. — М.: Олимп, АСТ, Астрель, 2007. — 448 с. — 5000 экз. — ISBN 978-5-17-041676-9, ISBN 978-5-7390-1991-2, ISBN 978-5-271-16473-6.
- Времён связующая нить: Фамилии — памятники языка, истории, религии, культуры народов России. — М.: «ИИЦ История фамилии», 2008. — 52 с. (Совместно с В. О. Максимовым).
- Ономастика для всех. Т. 1.: Из архива газеты «Міръ имёнъ и названій», № 1—20 (апрель 2006 — январь 2007 гг.). — М.: Гарт, 2008. — 190 с. (Совместно с В. О. Максимовым).
- Методические рекомендации по вопросам лингвистической экспертизы спорных текстов СМИ: Сборник материалов. — М.: ИПК «Информкнига», 2010. — 208 с. (Совместно с Ю. А. Бельчиковым и И. В. Жарковым).
- Улицы Старой Руссы: История в названиях. 2-е изд., доп. и испр. — М.: Патриарший издательско-полиграфический центр, 2010. — 352 с. (Совместно с М. И. Емельяновой).
- ГЛЭДИС. Гильдия лингвистов-экспертов по документационным и информационным спорам. — М.: ИПЦ «Гарт», 2013. — 20 с.
- Слово — история — культура: Вопросы и ответы для школьных олимпиад, студенческих конкурсов и викторин по лингвистике и ономастике. — Тамбов: Издательский дом ТГУ им. Г. Р. Державина, 2014. — 162 с. (Совестно с В. О. Максимовым и А. С. Щербак).
- ГЛЭДИС в цифровом пространстве : Гильдии лингвистов-экспертов по документационным и информационным спорам — 20 лет / М. В. Горбаневский, Г. Н. Трофимова ; Гильдия лингвистов-экспертов по документационным и информационным спорам. — Москва : Маска, 2021. — 175 с. : ил.; 21 см; ISBN 978-5-6046685-8-0 : 500 экз.

Рецензии
- Рецензия на: Щукин А. Н. Лингводидактический энциклопедический словарь. М.: Астрель, 2006. — 750 с. Архивная копия от 12 января 2018 на Wayback Machine // Русский язык за рубежом. — 2007. — № 4. — С. 108—110.